# Giải Daytime Emmy
Giải Daytime Emmy (tựa gốc: Daytime Emmy Award) là giải thưởng Mỹ được trao tặng bởi Viện Nghệ thuật và khoa học truyền hình nhằm công nhận những thành tựu chương trình truyền hình ban ngày tại Mỹ. Giải thưởng thuộc giải Emmy, được xem là tương đương với Giải Oscar (điện ảnh), Giải Grammy (âm nhạc) và Giải Tony (sân khấu).
Giải thưởng được tổ chức vào tháng 5 hoặc tháng 6, với buổi trao giải đầu tiên diễn ra vào năm 1972. Một chương trình hợp lệ cho giải thưởng phải được trình chiếu trên hệ thống truyền hình Mỹ trong thời gian đủ tư cách từ ngày 1 tháng 1 đến 31 tháng 12, từ 2 giờ sáng đến 6 giờ chiều và đến ít nhất 50 phần trăm của quốc gia. Các đệ trình phải được gửi vào cuối tháng 12, ngay cả khi chương trình vẫn chưa được trình chiếu vào tháng kế tiếp hoặc thời gian hợp lệ.